# Anii 460 î.Hr.
Secole: Secolul al VI-lea î.Hr. - Secolul al V-lea î.Hr. - Secolul al IV-lea î.Hr.
Decenii: Anii 510 î.Hr. Anii 500 î.Hr. Anii 490 î.Hr. Anii 480 î.Hr. Anii 470 î.Hr. - Anii 460 î.Hr. - Anii 450 î.Hr. Anii 440 î.Hr. Anii 430 î.Hr. Anii 420 î.Hr. Anii 410 î.Hr.
Anii: 469 î.Hr. | 468 î.Hr. | 467 î.Hr. | 466 î.Hr. | 465 î.Hr. | 464 î.Hr. | 463 î.Hr. | 462 î.Hr. | 461 î.Hr. | 460 î.Hr.

## Nașteri
- Hippocrate (Hipocrat, Hippokrates), medic grec, considerat părintele medicinei (d. cca. 370 î.Hr.)